# Karreria
Karreria es un género de foraminífero bentónico de la familia Karreriidae, de la superfamilia Chilostomelloidea, del suborden Rotaliina y del orden Rotaliida. Su especie tipo es Karreria fallax. Su rango cronoestratigráfico abarca desde el Albiense (Cretácico inferior) hasta la Actualidad.

## Clasificación
Karreria incluye a las siguientes especies:
- Karreria aliveata
- Karreria arcana
- Karreria cretacea
- Karreria fallax
- Karreria grata
- Karreria lithothamnica
- Karreria maoria
- Karreria pseudoconvexa
- Karreria rhenana

Otra especie considerada en Karreria es:
- Karreria uniserialis, aceptado como Dyocibicides uniserialis